# Danza kuduro
Danza kuduro è un singolo del cantante portoricano Don Omar e del cantante francese Lucenzo, pubblicato il 15 agosto 2010 come primo estratto dal quarto album studio Don Omar Presents Meet the Orphans del 2010.
Il singolo, nei primi sei mesi del 2012, ha venduto 278 000 copie negli Stati Uniti d'America.

## Descrizione
La base di Danza kuduro è ripresa da Vem dançar kuduro (Vieni a ballare il kuduro), brano di Lucenzo e del rapper statunitense Big Ali. Il singolo di Lucenzo è diventato piuttosto famoso nel mondo, così Don Omar ha deciso di contattarlo per collaborare e incidere su quella base un nuovo brano, per l'appunto Danza kuduro. Il kuduro è un genere di musica dell'Angola, molto popolare in Portogallo. Nello stesso anno vennero pubblicati due remix: uno con Daddy Yankee e Arcangel (senza Lucenzo) e un altro Con Qwote e Pitbull (senza Don Omar)

## Video musicale
Il video musicale si apre con Don Omar su un panfilo in mare aperto che chiama Lucenzo. Questo è in una villa sulla spiaggia circondato da ragazze in bikini. I due si danno appuntamento e nella sequenza successiva si vede Don Omar che preleva Lucenzo dalla sua villa con una macchina sportiva decappottabile. Insieme percorrono in auto una strada che costeggia il mare e si fermano in un porto, dove salgono su un altro panfilo pieno di ragazze. Verso la fine del video si sovrappongono due scene: una vede Don Omar che guida il panfilo in mare aperto con Lucenzo e le ragazze, nell'altra il panfilo è ancora attraccato al molo mentre Lucenzo canta.
Il video musicale ufficiale, reso disponibile sul canale YouTube ufficiale di Don Omar, non è disponibile in Italia.

## Successo commerciale
Sebbene il brano sia stato pubblicato nel 2010, Danza kuduro è diventato in tutto il mondo un tormentone estivo dell'estate 2011, grazie anche al traino dovuto alla presenza della canzone nel film campione d'incassi Fast & Furious 5 uscito a maggio 2011.
Il brano ha ottenuto un enorme successo commerciale in tutto il mondo, diventando uno dei tormentoni estivi più popolari della storia, nonché una delle canzoni di musica latina più vendute di sempre.

## Classifiche
La canzone ha riscontrato maggiore successo soprattutto in Italia, dove ha raggiunto la vetta della classifica per 10 settimane consecutive, diventando il tormentone dell'estate 2011.

### Classifiche settimanali
| Classifica (2011)       | Posizione massima |
| ----------------------- | ----------------- |
| Austria                 | 1                 |
| Belgio (Fiandre)        | 7                 |
| Belgio (Vallonia)       | 14                |
| Bulgaria                | 3                 |
| Canada                  | 88                |
| Danimarca               | 3                 |
| Finlandia               | 5                 |
| Francia                 | 4                 |
| Germania                | 1                 |
| Italia                  | 1                 |
| Lussemburgo             | 1                 |
| Norvegia                | 2                 |
| Repubblica Ceca         | 1                 |
| Slovacchia              | 1                 |
| Spagna                  | 1                 |
| Stati Uniti             | 82                |
| Stati Uniti (Latin)     | 1                 |
| Stati Uniti (Latin Pop) | 1                 |
| Svezia                  | 3                 |
| Svizzera                | 1                 |

### Classifiche di fine anno
| Classifica (2011) | Posizione |
| ----------------- | --------- |
| Italia            | 3         |
| Classifica (2024) | Posizione |
| Francia           | 48        |
| Kazakistan        | 64        |

## Cover
- 2010 - Lucenzo, singolo promozionale (Sony Music), pubblicato in Finlandia
- 2011 - Roland, nella compilation Summer Party (Itywhy - IT CD 330)